# Kenilworth Road
Kenilworth Road is een voetbalstadion in de Engelse plaats Luton. Het is sinds 1905 de thuishaven van Luton Town FC, nadat ze door financiële problemen uit Dunstable Road moesten vertrekken.

## Geschiedenis
Nadat Luton Town in 1905 Dunstable Road had verlaten, verhuisde het naar Kenilworth Road. De eerste wedstrijd was op 4 september 1905 en eindigde in 0-0 tegen Plymouth Argyle FC. In het laatste seizoen in het oude stadion eindigde de club op de een na laatste plaats in de competitie, maar een seizoen later in het nieuwe stadion werd de club vierde.
In 1985 werd een kunstgrasveld aangelegd. Hiermee volgde Luton Town het voorbeeld van Queens Park Rangers FC, dat 4 jaar eerder op Loftus Road al kunstgras had aangelegd. De eerste wedstrijd op het nieuwe veld eindigde in 1-1 tegen Nottingham Forest FC. Het kunstgras werd echter niet populair bij de andere ploegen en fans, en in 1991 werd het verplicht vervangen door natuurgras. Sinds 2021 speelt de club op hybride gras.
In 2023 promoveerde Luton Town naar de Premier League, en om te voldoen aan de eisen moest het stadion verbouwd worden. Zo werd de tribune met de skyboxen in 13 weken heropgebouwd en werd onder andere de stadionverlichting vernieuwd. Desondanks was het het kleinste stadion ooit in de Premier League met maximaal 10.365 supporters. De capaciteit werd begin 2024 vergroot naar 12.056 toeschouwers door de zittribune achter één doellijn te veranderen in safestandingplekken.
Na vele jaren plannen maken om op een groter terrein een nieuw stadion te bouwen, kreeg Luton Town eind 2024 toestemming om het Power Court Stadium te bouwen.

## Uitsupporters
Op 13 maart 1985 speelde Luton Town thuis tegen Millwall FC voor de FA Cup. Al na 14 minuten werd de wedstrijd gestaakt toen de uitsupporters begonnen met rellen. De scheidsrechter legde de wedstrijd 25 minuten stil en liet de wedstrijd daarna uitspelen. Het werd 1-0 voor Luton Town. Na afloop van de wedstrijd waren er weer rellen, wat veel schade opleverde aan het stadion en de omgeving ervan.
Na deze wedstrijd werd besloten geen uitsupporters meer toe te laten. De eigen fans moesten een clubkaart hebben om naar de wedstrijden te mogen. De Football League vroeg Luton Town tijdens de League Cup-wedstrijden wel uitsupporters toe te laten. Toen tijdens de League Cup-wedstrijd tegen Cardiff City FC de uitsupporters weer werden geweigerd, werd Luton Town uit de competitie verwijderd. Na vier seizoenen keerde Luton Town terug in de competitie nadat de uitsupporters weer toegelaten werden.
American Express Community Stadium  (Brighton & Hove Albion)  ·
Anfield  (Liverpool)  ·
Brentford Community Stadium  (Brentford)  ·
City Ground  (Nottingham Forest)  ·
Craven Cottage  (Fulham)  ·
Dean Court  (Bournemouth)  ·
Emirates Stadium  (Arsenal)  ·
Etihad Stadium  (Manchester City)  ·
Goodison Park  (Everton)  ·
King Power Stadium  (Leicester City)  ·
Molineux Stadium  (Wolverhampton Wanderers)  ·
Old Trafford  (Manchester United)  ·
Olympisch Stadion  (West Ham United)  ·
Portman Road  (Ipswich Town)  ·
St. James' Park  (Newcastle United)  ·
St. Mary's Stadium  (Southampton)  ·
Selhurst Park  (Crystal Palace)  ·
Stamford Bridge  (Chelsea)  ·
Tottenham Hotspur Stadium  (Tottenham Hotspur)  ·
Villa Park  (Aston Villa) 
Ashton Gate  (Bristol City)  ·
bet365 Stadium  (Stoke city)  ·
Bramall Lane  (Sheffield United)  ·
Cardiff City Stadium  (Cardiff City)  ·
Carrow Road  (Norwich City)  ·
Coventry Building Society Arena  (Coventry City)  ·
Deepdale  (Preston North End)  ·
The Den  (Millwall)  ·
Elland Road  (Leeds United)  ·
Ewood Park  (Blackburn Rovers)  ·
Fratton Park  (Portsmouth)  ·
The Hawthorns  (West Bromwich Albion)  ·
Hillsborough  (Sheffield Wednesday)  ·
Home Park  (Plymouth Argyle)  ·
Kassam Stadium  (Oxford United)  ·
Kenilworth Road  (Luton Town)  ·
Loftus Road  (Queens Park Rangers)  ·
MKM Stadium  (Hull City)  ·
Pride Park  (Derby County)  ·
Riverside Stadium  (	Middlesbrough)  ·
Stadium of Light  (Sunderland)  ·
Swansea.com Stadium  (Swansea City)  ·
Turf Moor  (Burnley)  ·
Vicarage Road  (Watford) 
Abbey Stadium  (Cambridge United)  ·
Adams Park  (Wycombe Wanderers)  ·
Bloomfield Road  (Blackpool)  ·
Brisbane Road  (Leyton Orient)  ·
Broadfield Stadium  (Crawley Town)  ·
Broadhall Way  (Stevenage)  ·
DW Stadium  (Wigan Athletic)  ·
Edgeley Park  (Stockport County)  ·
Field Mill  (Mansfield Town)  ·
John Smith's Stadium  (Huddersfield Town)  ·
London Road  (Peterborough United)  ·
Madejski Stadium  (Reading)  ·
Memorial Stadium  (Bristol Rovers)  ·
New Meadow  (Shrewsbury Town)  ·
New York Stadium  (Rotherham United)  ·
Oakwell Stadium  (Barnsley)  ·
Pirelli Stadium  (Burton Albion)  ·
Racecourse Ground  (Wrexham)  ·
Sincil Bank  (Lincoln City)  ·
Sixfields Stadium  (Northampton Town)  ·
St. Andrew's Stadium  (Birmingham City)  ·
St James Park  (Exeter City)  ·
The Valley  (Charlton Athletic)  ·
University of Bolton Stadium  (Bolton Wanderers) 
Bescot Stadium  (Walsall)  ·
Blundell Park  (Grimsby Town)  ·
Brunton Park  (Carlisle United)  ·
Colchester Community Stadium  (Colchester United)  ·
County Ground  (Swindon Town)  ·
Crown Ground  (Accrington Stanley)  ·
Globe Arena  (Morecambe)  ·
Gresty Road  (Crewe Alexandra)  ·
Hayes Lane  (Bromley)  ·
Highbury Stadium  (Fleetwood Town)  ·
Holker Street  (Barrow)  ·
Keepmoat Stadium  (Doncaster Rovers)  ·
Meadow Lane  (Notts County)  ·
Moor Lane  (Salford City)  ·
Plough Lane  (Wimbledon)  ·
Prenton Park  (Tranmere Rovers)  ·
Priestfield Stadium  (Gillingham)  ·
Rodney Parade  (Newport County)  ·
SMH Group Stadium  (Chesterfield)  ·
Stadium MK  (MK Dons)  ·
Vale Park  (Port Vale)  ·
Valley Parade  (Bradford City)  ·
Wetherby Road  (Harrogate Town)  ·
Whaddon Road  (Cheltenham Town) 